# Coursera
Coursera（/kɔːrsˈɛrə/, ：COUR）是由的计算机科学教授吴恩达和达芙妮·科勒联合创建的一个營利性的教育科技公司。 Coursera与多家大学合作，给大众带来一些在线免费课堂。在Knowledge@Wharton座谈会上，Daphne Koller在采访中说道，截至到2012年11月，Coursera上有来自196国家的超过190万人。他们至少注册过一门课堂，尽管有数百万人注册过课堂，但完成率仅是7-9%。
Coursera成立于加州山景城，它的启动稍晚于由斯坦福大学教授Sebastian Thrun投资的盈利性在线教育网站Udacity、但稍早于一个由麻省理工学院、哈佛大学和加州大學柏克萊分校所初创的非盈利性在线教育网站edX。

## 合作伙伴
Coursera与多家大学合作，包括斯坦福大学、密歇根大学、普林斯顿大学和宾夕法尼亚大学。2012年7月，Coursera添加了另外12所合作大学，在九月又增加12所大学，合作大学总共有33所。Coursera博客报道：随着越来越多大学的加入，Coursera上就会有更多的课堂。2013年7月9日，上海交通大学和复旦大学宣布与Coursera确立合作关系。2016年6月30日，舍弃旧平台并整合绝大部分的课程到新平台。 Coursera官方发表直言维护两个平台需要非常多的资源，为了进一步改善新平台的体验，Coursera决定停止旧平台的服务。在过去的几个月里，Coursera与合作伙伴密切合作并协助他们把课程转移到新的平台。

### 合作学校
Coursera上现有28个不同国家和地区的145所不同的大学，院校和学校提供在线课堂。

| 澳大利亚 - 西澳大学 - 新南威尔士大学 - 墨尔本大学 - 麦考瑞大学 加拿大 - 阿尔伯塔大学 - 不列颠哥伦比亚大学 - 多伦多大学 中国大陆 - 北京大学 - 清华大学 - 上海交通大学 - 西安交通大学 - 南京大学 - 复旦大学 香港 - 香港科技大學 - 香港中文大学 美国 - 伯克利音乐学院 - 布朗大学 - 加州理工学院 - 哥伦比亚大学 - 杜克大学 - 艾默理大學 - 佐治亚理工学院 - 约翰·霍普金斯大学 - 美国纽约西奈山医学院 - 俄亥俄州立大学 - 普林斯顿大学 - 萊斯大學 - 斯坦福大学 - 聖塔芭芭拉加利福尼亞大學 - 柏克萊加利福尼亞大學 - 爾灣加利福尼亞大學 - 舊金山加利福尼亞大學 - 佛罗里达大学 - 伊利诺伊大学厄巴纳-香槟分校 - 馬里蘭大學學院市分校 - 密歇根大学 - 宾夕法尼亚大学 - 匹兹堡大学 - 弗吉尼亚大学 - 華盛頓大學 - 范德比尔特大学 - 卫斯理大学 | 新加坡 - 新加坡國立大學 - 南洋理工大學 韓國 - 延世大學 日本 - 东京大学 台湾 - 台湾大学 - 成功大学 印度 - 印度理工學院德里校區 - 天帝城信息技术研究所 以色列 - 希伯来大学 瑞士 - 洛桑联邦理工学院 英国 - 爱丁堡大学 - 伦敦大学 瑞典 - 隆德大學 丹麦 - 哥本哈根大学 - 丹麦技术大学 - 哥本哈根商学院 俄罗斯 - 托木斯克国立大学 - 国立核能研究大学 - 莫斯科物理科学与技术学院 - 圣彼得堡国立大学 - 高等经济学院 - 新西伯利亚国立大学 |

## 参照
1. 1 2 3 4 5 6 7  . U.S. Securities and Exchange Commission. 22 February 2024  [23 February 2024]. （原始内容存档于23 February 2024）.
2. 1 2  . CrunchBase Database. CrunchBase.   [May 13, 2012]. （原始内容存档于2012-12-20）.
3. ↑  . Coursera blog.   [16 August 2012]. （原始内容存档于2012-08-13）.
4. ↑  .   [17 July 2012]. （原始内容存档于2013-01-19）.
5. ↑  Tamar Lewin. . The New York Times. July 17, 2012  [July 17, 2012]. （原始内容存档于2013-01-24）.
6. ↑  Lewin, Tamar. . New York Times. 2012-09-19  [2012-09-24]. （原始内容存档于2012-09-22）.
7. ↑  . Coursera blog.   [16 August 2012]. （原始内容存档于2013-01-13）.
8. ↑  .   [2016-08-26]. （原始内容存档于2016-10-12）.
9. ↑  卡卡. . 卡卡MOOC資源站. 2016-06-17  [2016-08-28]. （原始内容存档于2016-08-29）.
10. ↑  . Coursera.org.   [2016-08-26]. （原始内容存档于2016-08-26）.